# سرخانجوب اسدبیگی
سرخانجوب، روستایی از توابع بخش مرکزی شهرستان دلفان در استان لرستان ایران است

## جمعیت
این روستا در دهستان خاوه شمالی قرار دارد و براساس سرشماری مرکز آمار ایران در سال ۱۳۸۵، جمعیت آن زیر سه خانوار بوده‌است.